# Scott Burns
Pour les articles homonymes, voir Burns.
Scott Burns est un producteur de musique Death metal. Il a notamment produit des groupes comme Sepultura, Obituary, Deicide, Cannibal Corpse, Atheist, Cynic, Suffocation, considérés comme les pionniers du genre.
Ce pionnier du death metal américain a enregistré de nombreux albums au studio Morrisound en Floride.

## Albums Produits
- Assück - Anticapital (1991)
- Assück - Blindspot (1992)
- Assück - Misery Index (1996)

- Atheist - Piece of Time (1989)
- Atheist - Unquestionable Presence (1991)

- Atrocity - Hallucinations (1990)

- Cancer - To the Gory End (1990)
- Cancer - Death Shall Rise (1991)

- Cannibal Corpse - Eaten Back to Life (1990)
- Cannibal Corpse - Butchered at Birth (1991)
- Cannibal Corpse - Tomb of the Mutilated (1992)
- Cannibal Corpse - The Bleeding (1994)
- Cannibal Corpse - Vile (1996)

- Cynic - Demo (1990)
- Cynic - Demo (1991)
- Cynic - Focus (1993)

- Death - Spiritual Healing (1990)
- Death - Human (1991)
- Death - Individual Thought Patterns (1993)

- Deicide - Sacrificial demo (1989)
- Deicide - Deicide (1990)
- Deicide - Legion (1992)
- Deicide - Once Upon the Cross (1995)
- Deicide - Serpents of the Light (1997)

- Demolition Hammer - Tortured Existence (1991)

- Devastation - Idolatry (1991)

- Disincarnate - Soul Erosion (Demo) (1992)

- Exhorder - Slaughter in the Vatican (1990)

- Faxed Head - Faxed Head (1992)

- Gordian Knot - Emergent (2003)

- Gorguts - Considered Dead (1991)

- Loudblast - Disincarnate (1991)
- Loudblast - Sublime Dementia (1993)

- Malevolent Creation - The Ten Commandments (1990)
- Malevolent Creation - Retribution (1992)
- Malevolent Creation - In Cold Blood (1997)
- Master - Master (1990)
- Master - On the Seventh Day God Created ... Master (1991)

- Monstrosity - Millennium (1996)

- Napalm Death - Harmony Corruption (1990)

- Obituary - Slowly We Rot (1989)
- Obituary - Cause of Death (1990)
- Obituary - The End Complete (1992)
- Obituary - World Demise (1994)

- Speckmann - Project (1992)
- Pestilence - Testimony of the Ancients (1991)
- Psychotic Waltz - Mosquito (1994)
- Psychotic Waltz - Bleeding (1996)

- Raped Ape - Terminal Reality (Maxi) (1992)
- Resurrection - Embalmed Existence (1993)

- Sadus - Elements of Anger (1997)

- Sean Malone - Cortlandt (1996)

- Sepultura - Beneath the Remains (1989)
- Sepultura - Arise (1991)

- Six Feet Under - Haunted (1995)

- Skeletal Earth - Eulogy for a Dying Fetus (1991)

- Suffocation - Effigy of the Forgotten (1991)
- Suffocation - Pierced from Within (1995)
- Suffocation - Despise the Sun (1998)

- Transmetal - Dante's Inferno (1993)
- Transmetal - Mexico Barbaro (1996)
- Compilation - At Death's Door (1990)
- Compilation - At Death's Door II (1993)